# João de Leiden
João de Leiden (em neerlandês: Jan van Leiden; também Jan Beukelsz, Jan Beukelszoon, João Bockold, João Bokelson, João de Leyde; Zevenhoven, 2 de fevereiro de 1509 – Münster, 22 de janeiro de 1536) foi o líder anabatista de Leiden, no condado da Holanda, no Sacro Império Romano-Germânico. Em 1533, ele mudou-se para Münster, a capital do Principado-Bispado de Münster, onde tornou-se um influente profeta e líder da Rebelião de Münster. Ele transformou a cidade de Münster em uma teocracia milenarista de princípios anabatistas. Em 1534, proclamou-se "Rei de Münster". Em 1535, a insurgência foi suprimida depois de um cerco à cidade fortificada onde João foi capturado, torturado e executado. 

## Vida

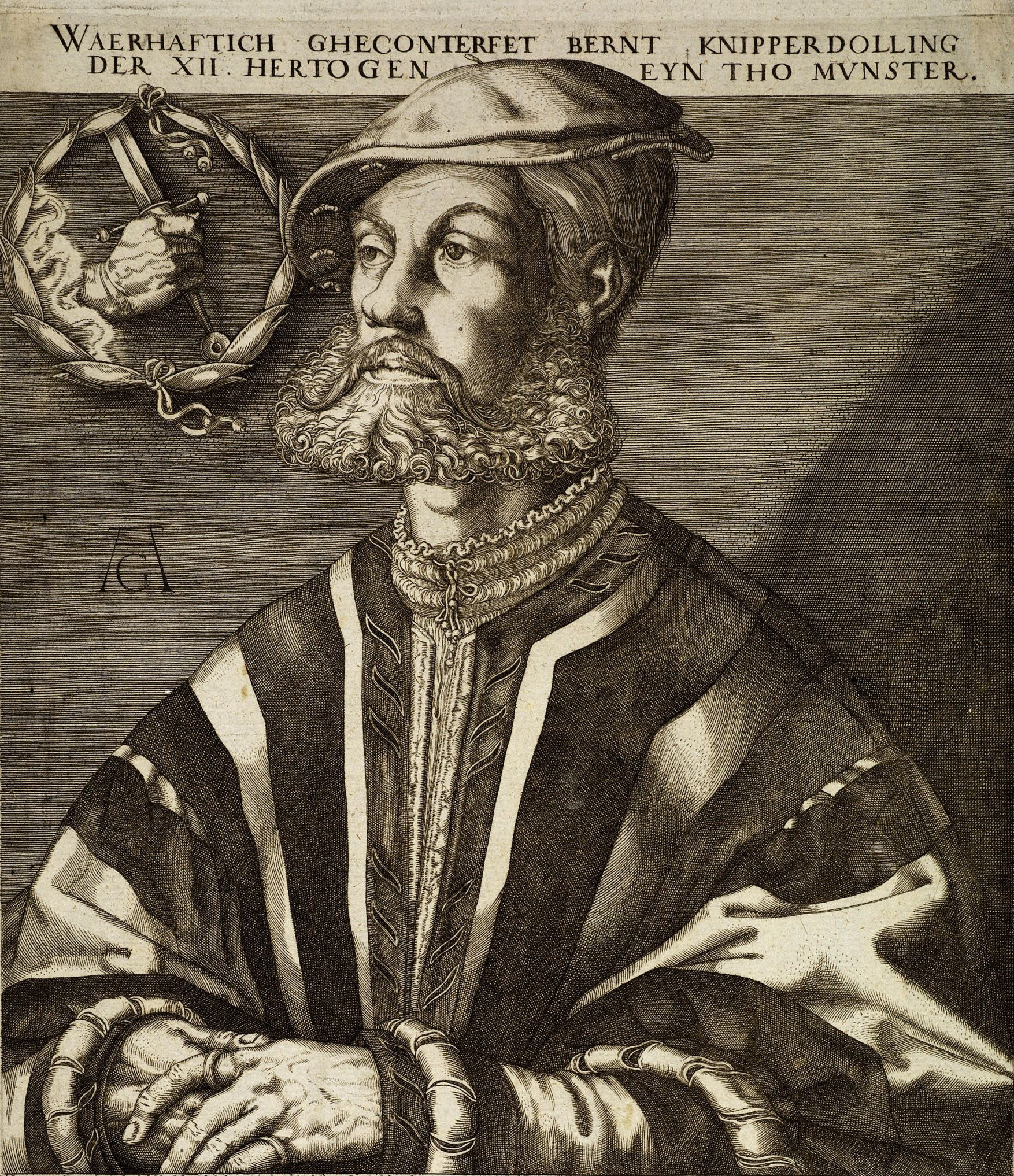
Vice-rei e executor Bernhard Knipperdolling

João era filho ilegítimo de um prefeito neerlandês, foi aprendiz de alfaiate no comércio. Nasceu na aldeia de Zevenhoven, no município de Nieuwkoop, localizado na província da Holanda. O jovem João saiu da pobreza transformando-se em um líder carismático amplamente reverenciado por seus seguidores. João era anabatista, a princípio em segredo, sendo mais tarde reconhecido como profeta de uma seita que acabaria por tomar a cidade alemã de Münster. De acordo com seu próprio testemunho, ele se mudou para Münster em 1533, pois ele tinha sido inspirado pelos pregadores da cidade. Ele enviou Jan Matthys, que o tinha batizado, para ir junto. Após sua chegada, Matthys — reconhecido como profeta — tornou-se o principal líder da cidade. Matthys expulsou todos os católicos da cidade logo após a sua chegada e estruturou um sistema comunista baseado nos Evangelhos. Ele proibiu o uso de dinheiro e a propriedade privada. Um exército de apoio católico, liderado por Franz von Waldeck, Príncipe-Bispo de Münster, sitiou a cidade de Münster após a invasão anabatista. Matthys conduziu um assalto ao cerco no domingo de Páscoa de 1534, mas morreu rapidamente. João de Leiden se autoproclamou Rei de Münster, cargo ocupado até a sua queda, em junho de 1535.

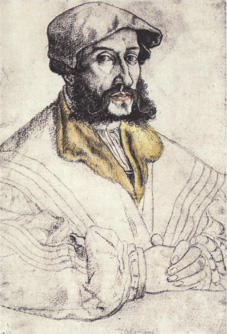
O "chanceler" anabatista Bernhard Krechting

João de Leiden lideraria os anabatistas durante o cerco. Enquanto líder, assumiu a posição de Matthys como profeta além de estabelecer eventualmente uma Ordem Real completa com um Tribunal Real e trajes reais, que foram feitos a partir da propriedade tirada dos cidadãos da cidade. João de Leiden faria muitas promessas em seus famintos assuntos sobre salvação, o cerco e futuras recompensas para a perseverança na fidelidade. Isto, juntamente com o seu carisma, o manteve em sua posição na cidade fortificada até a eventual derrota pelas mãos do príncipe-bispo. Seu lema era "Gottes macht é myn crach"  (O poder de Deus é a minha força).

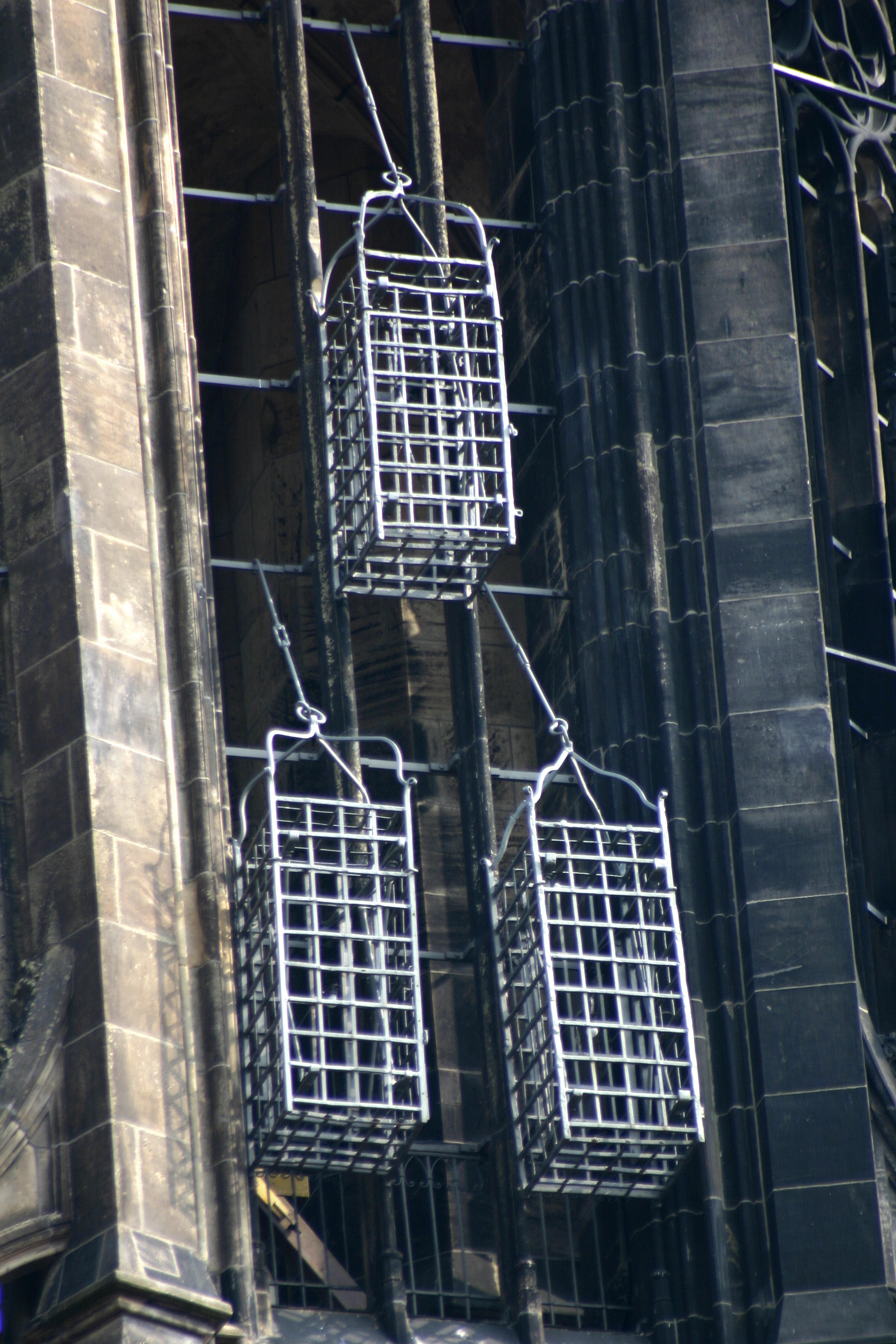
Cestas de ferro que mantinham os cadáveres dos líderes da Rebelião de Münster, no campanário da Igreja de São Lambert

O exército de Münster foi derrotado em 1535 pelo príncipe-bispo Dom Franz von Waldeck, que capturou João de Leiden. Ele foi encontrado na adega de uma casa, de onde foi levado para um calabouço em Dülmen, depois trazido de volta a Münster. Em 22 de janeiro de 1536, juntamente com Bernhard Krechting e Bernhard Knipperdolling, ele foi torturado e executado. Cada um dos três estavam presos a um poste por um colar de ferro tendo seus corpos rasgados com pinças vermelhas por um período de uma hora. Depois que Knipperdolling viu o processo de tortura de João de Leiden, tentou se matar com o colarinho com o fim de engasgar-se. Depois disso, o executor o amarrou à estaca para impossibilitar o suicídio. Após a queima dos corpos, suas línguas foram puxadas com pinças antes de cada um ser morto com uma adaga ardente empurrada pelo coração. Os corpos foram colocados em três cestas de ferro e pendurados no campanário da Igreja de São Lambert tendo os seus restos deixados para apodrecer. Cerca de cinquenta anos depois, os ossos foram removidos, mas as cestas permaneceram.

## Historiografia
A visão convencional é que João de Leiden criou em Münster uma teocracia polígama, mais conhecida por uma lei que João passou declarando que qualquer mulher solteira deveria aceitar a primeira proposta de casamento feita a ela, com o resultado de que os homens competiam entre si para adquirir o maior número de esposas. Algumas fontes informam que o próprio João teve dezesseis esposas além da sua "rainha" Divara van Haarlem, e que ele decapitou publicamente uma de suas esposas, Elizabeth Wandscherer, depois que ela se rebelou contra a sua autoridade.
Karl Kautsky, em seu livro Communism in Central Europe at Time of the Reformation, observa que esta imagem do anabatista de Münster baseia-se quase inteiramente em relatos escritos pelos inimigos dos anabatistas que procuraram justificar sua sangrenta reconquista da cidade. A leitura de Kautsky das fontes enfatiza a ênfase dos anabatistas na igualdade social, democracia política e vida comunal durante o tempo do governo nominal de João. 

## Nos provérbios populares, no palco e na ficção
O nome de João ainda vive na língua neerlandesa, na frase que dizia, zich met een Jan(tje) van Leiden van iets afmaken (vagamente: para puxar um João de Leiden), o que significa não colocar muito esforço (ou qualquer esforço) em algo.
A ópera Le prophète (1849), de Giacomo Meyerbeer, apresenta João como seu herói. Envolve a captura de Münster (Atos III e IV), a coroação como eleitos de Deus na catedral (Ato IV) e seu final no palácio de João em Münster.
João também aparece no romance de Luther Blissett, Q.
João é o personagem central em Speak to Her Kindly, de Jonathon Rainbow, uma novela de ficção história estabelecida durante os eventos da Rebelião de Münster.
João de Leiden é apresentado em The Unfortunate Traveler, de Thomas Nashe (1594), cujo herói, Jack Wilton, descreve satiricamente o cerco da morte de Münster e Leiden.
João (como João Bockelson) é um dos principais protagonistas da peça Die Wiederfäufer, de Friedrich Dürrenmatt.
João de Leiden aparece na novela L'Œuvre au noir ou The Abyss, de Margareth Yourcernar, de 1968, em que Yourcenar mistura personagens fictícios e reais, descrevendo toda a Rebelião de Münster e sua queda. A passagem ocupa um breve capítulo. 
O drama de TV alemão de 1993, König der Letzten, sobre Leiden apresenta Christoph Waltz como Jan Beuckelszoon (João de Leiden) e Mario Adorf como bispo von Waldeck. 
João (Jan) de Leiden é personagem central da novela Perfection, de Anita Mason.
O protagonista do romance Orfeo, de Richard Powers, em 2014, compõe uma ópera com João de Leiden como personagem principal.
João de Leiden é apresentado no romance Peter Vansittart, de 1962, publicado como The Siege, nos Estados Unidos e como Friends of God, no Reino Unido.